# Dogana (Civitella Paganico)
Dogana est une frazione de la commune de Civitella Paganico, province de Grosseto, en Toscane, Italie. Au moment du recensement de 2011 sa population était de 25 habitants.

## Monuments
- Église Maria Bambina
- Arche d'accès du village
- Ferme Citernone (XVIIe siècle)